# Левенталь, Рэймонд
Рэймонд Левенталь (англ. Raymond Lewenthal; 29 августа 1923, Сан-Антонио, Техас — 21 ноября 1988) — американский пианист.

## Биография
Родился в семье выходцев из Франции и России. В детстве много играл детские роли в голливудских кинофильмах (видимо, с этим занятием Левенталя связана подчистка в его документах, убавившая ему три года возраста: часто годом его рождения называют 1926-й). В 1945 г. Левенталь выиграл все три основных калифорнийских конкурса для молодых музыкантов, в том числе конкурс Калифорнийского университета, в котором главным арбитром был Бруно Вальтер. Вслед за этим Левенталь отправился в Нью-Йорк, где учился в Джульярдской школе у Ольги Самарофф.
Крупный исполнительский дебют Левенталя состоялся в 1948 г., когда он выступил солистом в Третьем фортепианном концерте Сергея Прокофьева с Филадельфийским оркестром под управлением Димитриса Митропулоса, — знаменательный факт, если учесть, что Митропулос был знаменит как исполнитель сольной партии в этом концерте и в качестве дирижёра впервые доверил её другому пианисту. На протяжении последующих пяти лет Левенталь успешно концертировал в США, пока в 1953 г. с ним не произошёл несчастный случай: в нью-йоркском Центральном парке на Левенталя напала банда хулиганов, в результате чего у Левенталя оказались сломаны кости рук в семи местах. Даже после выздоровления (никаких повреждений, препятствующих пианистической карьере, переломы за собой не повлекли) Левенталь не вернулся на сцену, заявив: «Когда тебя избивают твои собратья — тебе не захочется играть для них музыку» (англ. «When you’re beaten up by your fellow man, you don’t feel like performing for him in public»).
В 1956 г. Левенталь оставил США и уехал в Европу, где вёл полунищенский образ жизни. Затем он получил предложение работы из Рио-де-Жанейро, которое оказалось ошибочным, так что Левенталю пришлось случайными уроками зарабатывать деньги на отъезд из Бразилии. В 1961 г. он наконец вернулся в США и по непонятным причинам обратился к творческому наследию почти совершенно забытого французского композитора Шарля Валантена Алькана (любопытно, впрочем, что учительница Левенталя Ольга Самарофф была ученицей сына Алькана Эли Мириама Делаборда).
Первое публичное выступление Левенталя с музыкой Алькана представляло собой двухчасовую радиопрограмму, в которой Левенталь перемежал исполнение виртуозных произведений Алькана рассказами о его жизни. Успех этой радиопередачи был очень высок, Левенталю предложили записать грампластинку с музыкой Алькана, а в 1964 г. он повторно, после 12-летнего перерыва, дебютировал в Нью-Йорке как концертирующий пианист с программой, полностью составленной из произведений Алькана. Этот концерт, наряду с последовавшим вскоре циклом из трёх вечеров музыки Ференца Листа в исполнении Левенталя, считается одним из значительных событий, давших начало «Воскрешению романтизма» — волне возвращения в концертный репертуар камерной и сольной музыки замечательных, но полузабытых композиторов середины XIX века — таких, как Алькан, Игнац Мошелес, Ян Непомук Гуммель, Ксавер Шарвенка и целый ряд других.
В дальнейшем Левенталь принимал активное участие в индианаполисском Фестивале романтической музыки, преподавал, выпустил ряд записей, выступал как редактор и составитель (в частности, им были подготовлены и откомментированы любопытные антологии «Фортепианная музыка для одной руки» и «Бисы знаменитых пианистов»).